# Ernesto Mora
Ernesto Mora (Borgomanero, 1º aprile 1924 – Cressa, 23 febbraio 1945) è stato un partigiano italiano, medaglia d'oro al valor militare alla memoria.

## Biografia
Tra i primi ad accorrere nelle formazioni partigiane della Valsesia, il giovane operaio – inquadrato nella 81ª brigata garibaldina, nota nel medio Novarese come "Volante Loss" – si distinse per il suo coraggio in innumerevoli azioni. Anche per questa ragione, il comando della "Loss" affidò a Mora il compito di catturare il capitano Roncarolo, un repubblichino noto nella zona come torturatore di partigiani. Mora e un altro giovanissimo garibaldino, Enzo Gibin, in divisa di militari della "Folgore" si appostarono – era la mattina del 23 febbraio 1945 – presso l'ospedale "S.S. Trinità" di Borgomanero. Mora sapeva che Roncarolo vi sarebbe passato. L'attesa non andò delusa. Poco prima di mezzogiorno il capitano fascista comparve, scortato da un brigadiere della Guardia Nazionale Repubblicana e da un ragazzotto del luogo, certo Maffei.
In un batter d'occhio i tre furono fermati e disarmati. Maffei tremava per la paura ed i due garibaldini, impietositi lo lasciarono andare, dopo avergli dato una strigliata. Fu questa generosità a perdere i partigiani. Maffei, appena liberato, si affrettò a denunciare l'accaduto ad una pattuglia di paracadutisti della "Folgore", che si mise subito in caccia. Alla periferia di Borgomanero avvenne lo scontro. Ne approfittarono Roncarolo e il brigadiere per fuggire.
Per oltre mezz'ora i due partigiani risposero colpo su colpo. Poi furono entrambi colpiti. Mora tentò di trascinare Gibin, che aveva una gamba fratturata, all'ospedale. C'era quasi arrivato, quando sopraggiunse il capitano Roncarolo con un nugolo di paracadutisti. Mora rispose ancora al fuoco nemico poi, rimasto senza munizioni, dovette arrendersi. Mentre il suo compagno veniva ricoverato, Mora fu subito sottoposto a tortura perché dicesse dove si trovava la "Volante Loss", ma il giovane non tradì i suoi compagni. Col corpo sanguinante, col viso tumefatto fu trascinato per le strade di Borgomanero come monito per la popolazione e rinchiuso nel locale carcere. Vi rimase poco tempo. Roncarolo tornò a prelevarlo per portarlo, con Gibin, prelevato a forza dall'ospedale, al presidio nazista presso il Mulino Saini del vicino Comune di Cressa. Durante il percorso in camion, i due partigiani furono ancora duramente percossi e Mora dovette assistere allo scempio che i fascisti fecero di Gibin, ucciso prima di lui. Prima di essere a sua volta trucidato, Ernesto Mora trovò la forza di gridare "Viva l'Italia libera e viva i partigiani!". Inferociti i fascisti strapparono gli occhi al cadavere. Sul luogo del sacrificio dei due giovani partigiani, a Cressa è stato eretto un monumento.